# Полиция нравов
Поли́ция нра́вов — в ряде стран отделы полиции, занимающиеся пресечением преступлений, связанных с нарушением общественной нравственности. Деяния, которые, согласно уголовному кодексу этих стран, считаются безнравственными, наказываются в уголовном порядке. Отделы полиции нравов могут, например, бороться с проституцией, конкубинатом, половыми преступлениями, осуществлять надзоры за увеселительными и питейными заведениями, а также заведениями, проводящими азартные игры.